# Cremastus indigus
Cremastus indigus là một loài tò vò trong họ Ichneumonidae.